# Krönleinschuss
Der Krönleinschuss ist eine von Rudolf Ulrich Krönlein beschriebene tödliche Schussverletzung des Schädels, die vorwiegend bei Treffern mit hochenergetischen Geschossen aus Militär- und Jagdwaffen auftritt. Hierbei kommt es zum vollständigen Herausschleudern des Großhirns nach dem Zerbersten des knöchernen Schädels.
Kommt es zu einem Einschuss in flüssigkeitsgefüllte Organe wie Herz, Harnblase oder die Liquorräume des Schädels, kann die radiäre Expansion des Geschosskanals die Hüllstrukturen zum Bersten bringen.
Aus Schießversuchen zur Erforschung der Geschosswirkung im menschlichen Körper gewann Carl Franz eine Erklärung der Krönleinschüsse.